# Stephen Wurm
Stephen Adolphe Wurm (19 août 1922 – 24 octobre 2001) est un linguiste australien d'origine hongroise.

## Biographie
Wurm naît à Budapest, le deuxième enfant d'Adolphe Wurm, qui est germanophone, et d'Anna Novroczky, qui est magyarophone. Il reçoit les prénoms István (forme hongroise de Stéphane) Adolphe. Son père meurt avant sa naissance.
Les deux parents d'István étaient polyglottes. Très tôt, il montre un intérêt pour les langues. Il est scolarisé à Vienne. Durant son enfance, il voyage à travers l'Europe. Quand il atteint l'âge adulte, Wurm parle neuf langues.
Wurm grandit en apatride, ne pouvant prendre la nationalité d'aucun de ses parents ni celle de son pays de résidence, l'Autriche. Cela lui permet d'échapper au service militaire. Il entre alors à l'université, où il étudie les langues turques à l'Institut oriental de Vienne. Il reçoit son doctorat de linguistique et d'anthropologie sociale en 1944, avec une thèse sur la langue ouzbèke.
En 1946, il épouse une condisciple, Helene Maria Groeger, spécialiste en ethnographie africaine. Il enseignera la linguistique altaïque à l'université de Vienne jusqu'en 1951.
La lecture d'ouvrages de S. H. Ray amène Wurm à s'intéresser aux langues papoues. Il entame une correspondance avec le Révérend Arthur Capell, qui enseigne la linguistique à l'université de Sydney. Avec des livres, Wurm apprend en autodictate le tok pisin et le police motu. Il déménage à Londres.
En 1954, le couple Wurm part s'installer en Australie, où Capell avait organisé pour Wurm un poste dans le département d'anthropologie de l'université de Sydney. En 1957, les Wurm déménagent à Canberra, où celui qu'on appelle maintenant Stephen prend un poste de senior fellow à la Research School of Pacific and Asian Studies de la nouvelle Australian National University (ANU). La même année, le couple prend la nationalité australienne.
À partir de ce moment, le principal sujet de recherche de Wurm est l'étude des langues de Nouvelle-Guinée, bien qu'il ait également fait des recherches sur plusieurs langues aborigènes d'Australie. A l'ANU, il sera professeur de linguistique de 1968 à 1987.
Stephen Wurm est le précurseur de la famille trans–néo-guinéenne (1960) qui propose un regroupement de certaines familles de l'est des Highlands de Nouvelle-Guinée.
En hommage aux travaux de Wurm, la revue Oceanic Linguistics a donné comme titre à un article sur lui "Linguist Extraordinaire" (Oceanic Linguistics, 2002.41:1).

## Publications et ouvrages
- (en) Languages of Australia and Tasmania, La Haye, Éditions Mouton, juin 1972, 208 p. (ISBN 978-90-279-2184-0)
- (en) New Guinea area languages and language study : Papuan languages and the New Guinea linguistic scene, vol. 1, Canberra, Dept. of Linguistics, Research School of Pacific Studies, Australian National University, coll. « Pacific Linguistics » (no C-38), 1975, xlvi-1084 (ISBN 978-0-85883-132-2)
- (en) New Guinea area languages and language study : Austronesian languages, vol. 2, Canberra, Dept. of Linguistics, Research School of Pacific Studies, Australian National University, coll. « Pacific Linguistics » (no C-39), 1976, xxxvi-771 (ISBN 978-0-85883-155-1)
- (en) New Guinea area languages and language study : Language, culture, society, and the modern world, vol. 3, Canberra, Dept. of Linguistics, Research School of Pacific Studies, Australian National University, coll. « Pacific Linguistics » (no C-40), 1977, lxvi-1499 (ISBN 978-0-85883-159-9)
- (en) Atlas of the World's Languages in Danger of Disappearing  (cartographie de Ian Heyward), Paris, UNESCO (réimpr. 2001) (1re éd. 1996) (ISBN 978-92-3-103255-4, lire en ligne)
- (en) Stephen Wurm, Peter Mühlhäusler et Darrell T. Tryon, Atlas of Languages of Intercultural Communication in the Pacific, Asia, and the Americas, Berlin, Walter de Gruyter, coll. « Trends in Linguistics. Documentation [TiLDOC] » (no 13), 1996, LXXVIII-1622 p. (ISBN 978-3-11-013417-9) (2 volumes)
- (en) Suzanne Kite et Stephen Wurm, The Duungidjawu language of southeast Queensland : Grammar, texts and vocabulary, Canberra, Research School of Pacific and Asian Studies, Australian National University, coll. « Pacific Linguistics » (no 553), 2004, xiv-298 (ISBN 978-0-85883-550-4)